# Équipe du Soudan du Sud féminine de football
Cet article traite de l'équipe féminine. Pour l'équipe masculine, voir Équipe du Soudan du Sud de football.
Ne doit pas être confondu avec Équipe du Soudan féminine de football.
Maillots
L'équipe du Soudan du Sud féminine de football est l'équipe nationale qui représente le Soudan du Sud dans les compétitions internationales de football féminin. Elle est gérée par la Fédération du Soudan du Sud de football.
La sélection n'a jamais participé à une phase finale de Coupe du monde, de Coupe d'Afrique des nations ou des Jeux olympiques.
L'équipe fait ses débuts sur la scène internationale à l'occasion du Championnat féminin du CECAFA en 2019 en Tanzanie.